# 大安國王大樓
大安國王大樓是位於臺灣臺中市南區忠明南路上的一幢摩天大樓，樓高149米，共地上42層，地下4層。由大安建設興建，與對面的大安國際大樓俗稱台中雙子星大樓，外觀幾乎相同，但是兩棟大樓完工期差了四年左右，大安國王大樓1993年完工，大安國際大樓則於1997年完工。
是台中市乃至中部第一棟超過150M和40層的大樓，曾雄霸台中市和中部最高樓10年，直到2003年才被世華國際大樓超越。

## 外部連結
- 台中國王大樓搖晃 女員工嚇到腿軟 （页面存档备份，存于）